# Gerard van Waes
Gerard Honoré Eugène Marie van Waes (Westdorpe, 15 maart 1913 - Philippine, 4 december 2009) was een Nederlands politicus van de KVP.
Na 3 jaar hbs heeft hij nog een jaar hogere handelsschool in Rolduc gevolgd. Later werd hij wethouder in zijn geboorteplaats, voor hij daar in juli 1946 tot burgemeester benoemd werd. Ook zijn grootvader Honore Joseph van Waes was ooit burgemeester van Westdorpe. Op 1 april 1970 kwam zijn functie te vervallen toen de gemeente Westdorpe opging in de gemeente Sas van Gent. In juni van dat jaar werd hij de burgemeester van Borsele als opvolger van J.L. Dregmans die sinds de vorming van die gemeente op 1 januari 1970 daar waarnemend burgemeester was geweest. Van Waes bleef burgemeester van Borsele tot zijn pensionering in 1978.
- International Standard Name Identifier: 0000 0004 2327 3511
- Nederlandse Thesaurus van Auteursnamen: 363893881
- Virtual International Authority File: 305821765
- WorldCat: E39PBJdM9chcdKWtMhdC7jbDbd